# Jan Nowy

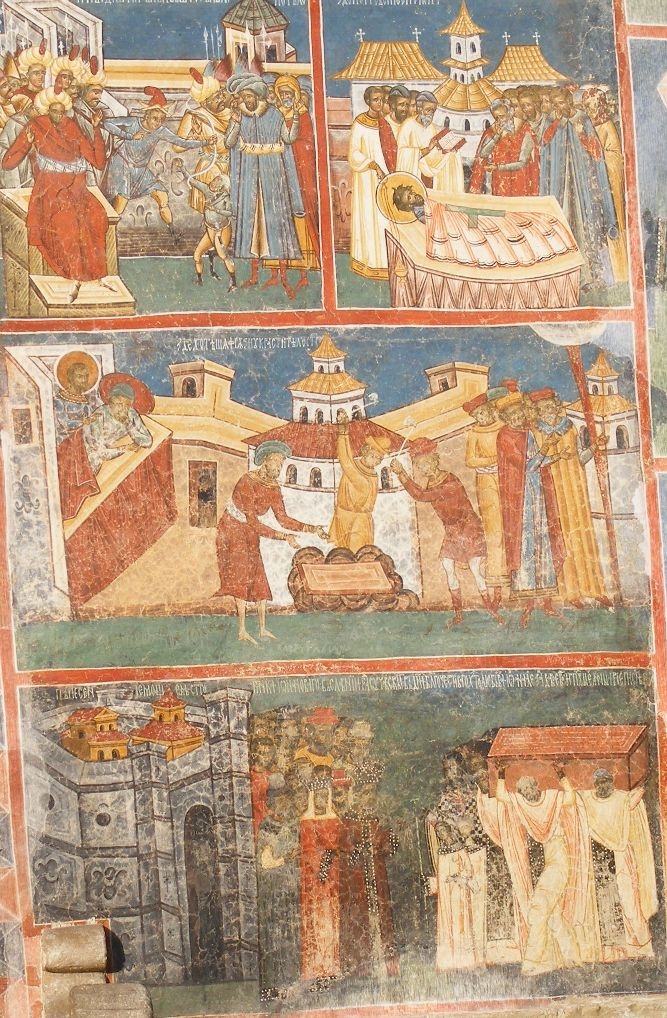
Żywot św. Jana Nowego, fresk z cerkwi monastyru Voroneț: łucznik opowiada współbraciom o swoim całonocnym paraliżu; złożenie Jana do grobu; sprowadzenie relikwii z Akermanu do Suczawy

Św. Jan Nowy (zwany też św. Janem z Suczawy, rum. Sfântul Ioan cel Nou) – męczennik średniowieczny i święty prawosławny uznawany za patrona Mołdawii.

## Żywot
Według przekazów hagiograficznych Jan miał być kupcem greckim z Trapezuntu. Podczas wyprawy do miejscowości Białogród miał zostać wydany przez kapitana statku zarządcy miasta, a przez tego ostatniego – wobec odmowy odstąpienia od wiary chrześcijańskiej – skazany na śmierć. Kupca miano ciągnąć za koniem na sznurze, a jeden z żydowskich mieszkańców miasta miał mu ściąć głowę. Wokół ciała świętego, a następnie w miejscu jego pochówku następnie miały dziać się cuda, które rozsławiły świętego w pobliskiej Mołdawii.
Nie jest znany dokładnie okres życia świętego, a także nie można zweryfikować choćby podstawowych elementów tej opowieści (miejsca pochodzenia czy miejsca śmierci). Przypuszcza się, że śmierć kupca mogła mieć miejsce w pierwszej połowie XIV w. w Białogrodzie nad Dniestrem, w miejscu, gdzie wzniesiono potem cerkiew jego imienia. Stamtąd bowiem relikwie świętego zostały sprowadzone do Suczawy na początku XV w. przez hospodara mołdawskiego Aleksandra Dobrego.

## Kult

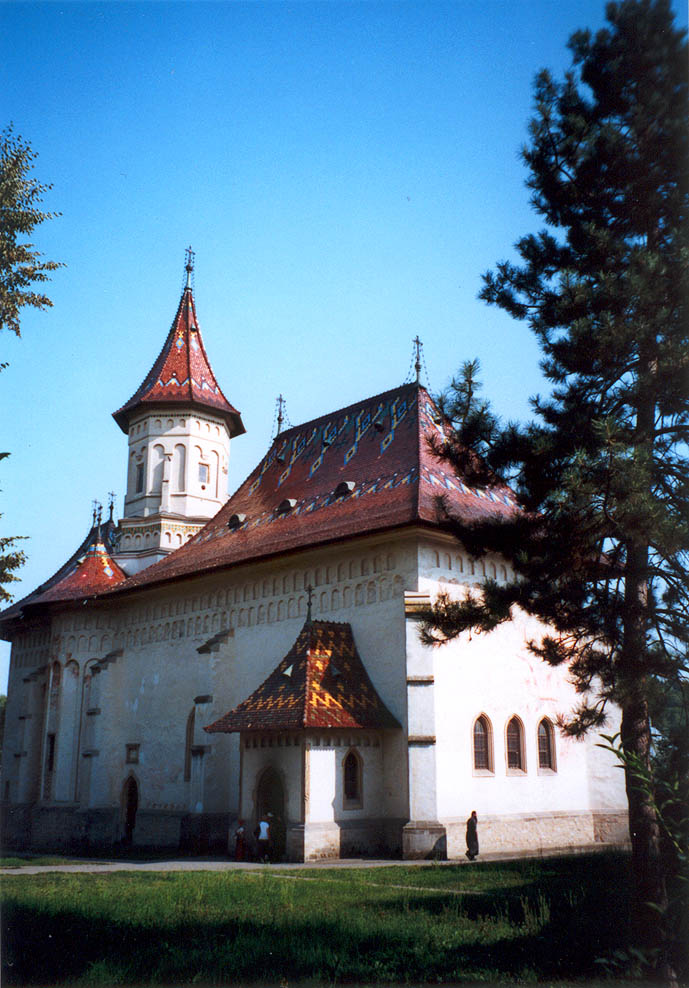
Cerkiew św. Jerzego w monastyrze św. Jana Nowego w Suczawie, miejsce przechowywania relikwii św. Jana Nowego

Święty uzyskał sobie wielką popularność w Mołdawii i został uznany za jej patrona. Szczególne znaczenie miało dla Mołdawian podkreślanie jego oporu wobec innowierców w związku z ich własnymi zmaganiami z Imperium Osmańskim (oprawcy św. Jana z biegiem czasu stawali się w świadomości zbiorowej muzułmanami). Postać św. Jana Nowego pojawiała się m.in. regularnie na cennych polichromiach cerkwi bukowińskich, jego kult nie tracił intensywności, pojawiały się kolejne jego żywoty. Jego relikwie spoczywały początkowo w cerkwi św. Jerzego Mirăuți (świątyni koronacyjnej hospodarów mołdawskich), a po jej zniszczeniu w XVI w. przeniesiono je do ufundowanego wówczas monastyru św. Jana Nowego.  
Relikwie św. Jana Nowego miały czuwać nad Suczawą. M.in. Piotr Mohyła przekazuje, że w 1629 podczas ataku na Suczawę Kozaków metropolita Anastazy zamierzał ukryć relikwie, te jednak nie dały się ruszyć z miejsca, a atakujący miasto najeźdźcy za sprawą świętego mieli utonąć w wezbranych wodach rzeki Suczawy.
W 1686, podczas wojny polsko-tureckiej relikwie, wraz ze skarbcem i najcenniejszymi księgami z biblioteki zostały zabrane z Suczawy – król polski Jan III Sobieski nakazał ich przeniesienie do Stryja a potem, wraz z metropolitą Dosyteuszem znalazły schronienie w Żółkwi, w cerkwi klasztornej bazylianów. Wróciły stamtąd do Suczawy dopiero w 1783 na polecenie cesarza Józefa II. Do dzisiaj przyciągają rzesze wiernych.
Cząstka relikwii św. Jana Nowego znajduje się ponadto w soborze Wniebowstąpienia Pańskiego w Białogrodzie.